# إيروس فلاهوس
إيروس فلاهوس (بالإنجليزية: Eros Vlahos) (13 يناير 1995) ممثل إنجليزي يوناني بدأ مشواره الفني في عام 2007 وظهر في فيلم المربية ماكفي والإنفجار الكبير.

## روابط خارجية
- إيروس فلاهوس على موقع IMDb (الإنجليزية)
- إيروس فلاهوس على موقع ألو سيني (الفرنسية)
- إيروس فلاهوس على موقع أول موفي (الإنجليزية)
- إيروس فلاهوس على موقع قاعدة بيانات الفيلم (الإنجليزية)
- إيروس فلاهوس على موقع كينوبويسك (الروسية)

- إيروس فلوقز الموقع الرسمي